# 5.° Escuadrón de Batalla (Reino Unido)
El 5.º Escuadrón de Batalla (oficialmente y en inglés 5th Battle Squadron) fue un escuadrón de la Marina Real Británica formado por acorazados. El 5.º Escuadrón de Batalla fue inicialmente parte de la Segunda Flota de la Royal Navy. Durante la Primera Guerra Mundial, la Home Fleet pasó a llamarse Grand Fleet.

## Historia

### Primera Guerra Mundial

#### Agosto de 1914
En agosto de 1914, el 5.º Escuadrón de Batalla tenía su base en la isla de Portland, y consistía en una serie de acorazados pre-dreadnought. Estos fueron los siguientes:
- HMS Prince of Wales
- HMS Bulwark
- HMS Implacable
- HMS Irresistible
- HMS Formidable
- HMS London
- HMS Queen
- HMS Venerable

Tras la pérdida del HMS Bulwark en 1914, el HMS Lord Nelson y el Agamemnon, procedentes del 6.º Escuadrón de Batalla, fueron transferidos al 5º Escuadrón. Con la puesta en servicio de los cinco acorazados rápidos de la clase Queen Elizabeth, los pre-dreadnoughts restantes fueron enviados al Mediterráneo. El HMS Queen Elizabeth se retrasó en unirse al escuadrón, y en su lugar participó en la Campaña de los Dardanelos hasta mayo de 1915.

#### Batalla de Jutlandia
En 1916, el 5.º Escuadrón de Batalla, bajo el mando del contralmirante Hugh Evan-Thomas, fue transferido temporalmente a la Flota de Cruceros de Batalla de David Beatty. El 31 de mayo, cuatro buques de la escuadra sirvieron con distinción en la Batalla de Jutlandia. Estos fueron:
- HMS Barham, buque insignia del Contraalmirante H. Evan-Thomas, al mando del Capitán A. W. Craig;
- HMS Valiant, al mando del Capitán M. Woollcombe;
- HMS Warspite, al mando del Capitán E. M. Philpotts;
- HMS Malaya, al mando del Capitán A. D. E. H. Boyle;

En el enfrentamiento con el I Grupo de Exploración alemán bajo el mando del almirante Franz von Hipper, el 5.º Escuadrón de Batalla "disparó con extraordinaria rapidez y precisión" (según Reinhard Scheer), dañando los cruceros de batalla SMS Lützow y Seydlitz y varios otros buques de guerra alemanes.
Tres de los buques de la clase Queen Elizabeth recibieron impactos de buques de guerra alemanes durante el enfrentamiento, pero todos regresaron a sus bases, aunque el Warspite, cuyo sistema de gobierno estaba fallando, fue atacado por la línea alemana, recibiendo 15 impactos, casi echándolo a pique.
Después de la batalla, el HMS Queen Elizabeth, que no había participado en los combates debido a que estaba en el muelle, se reincorporó al escuadrón.

## Vicealmirantes y Contralmirantes al mando
Titulares de puestos como siguen:
|                                           | Empleo          | Bandera | Nombre                | Mandato                                        | Notas                                                |
| ----------------------------------------- | --------------- | ------- | --------------------- | ---------------------------------------------- | ---------------------------------------------------- |
| Jefe al mando del 5° Escuadrón de Batalla |                 |         |                       |                                                |                                                      |
| 1                                         | Vicealmirante   |         | Sir Cecil Burney      | 5 de diciembre de 1913 - 14 de agosto de 1914  | También Vicealmirante al mando de la Flota del Canal |
| 2                                         | Contraalmirante |         | Cecil F. Thursby      | 14 de agosto de 1914 - 20 de diciembre de 1914 |                                                      |
| 3                                         | Vicealmirante   |         | Sir Lewis Bayly       | 20 de diciembre de 1914 - 17 de enero de 1915  | También Vicealmirante al mando de la Flota del Canal |
| 3                                         | Vicealmirante   |         | Sir Alexander Bethell | 17 de enero de 1915 - 25 de agosto de 1915     | También Vicealmirante al mando de la Flota del Canal |
| 4                                         | Contraalmirante |         | Sir Hugh Evan-Thomas  | 25 de agosto de 1915 - 1 de octubre de 1918    |                                                      |
| 5                                         | Contraalmirante |         | Sir Arthur Leveson    | 1 de octubre de 1918 - 7 de abril de 1919      |                                                      |

## Segundo al mando
Titulares de puestos como siguen:
|                                                | Empleo          | Bandera | Nombre              | Mandato                                         | Notas |
| ---------------------------------------------- | --------------- | ------- | ------------------- | ----------------------------------------------- | ----- |
| Contraalmirante, en el 5° Escuadrón de Batalla |                 |         |                     |                                                 |       |
| 1                                              | Contraalmirante |         | Bernard Currey      | 18 de noviembre de 1913 - 14 de febrero de 1915 |       |
| 2                                              | Contraalmirante |         | Cecil F. Thursby    | 29 July, - 14 de agosto de 1914                 |       |
| 3                                              | Contraalmirante |         | Lewis Clinton-Baker | 1 de abril de 1919 - 7 de abril de 1919         |       |